# Értény
Értény là một thị trấn thuộc hạt Tolna, Hungary. Thị trấn này có diện tích 29,95 km², dân số năm 2010 là 735 người, mật độ 25 người/km².